# Джерсі (аеропорт)
Аеропорт Джерсі (англ. Jersey Airport) (IATA: JER, ICAO: EGJJ) — аеропорт в окрузі Сент-Пітер на Джерсі, одному з Британських Коронних володінь на Нормандських островах.

## Історія
Повітряне сполучення з Джерсі до 1937 року здійснювалося біпланами і гідролітаками, які приземлялися на пляжі в затоці Святого Обіна. Jersey Airways та Imperial Airways були серед тих авіакомпаній, які літали на острів до війни, але умови роботи були важкі, оскільки розклад залежав від припливів. Однією з труднощів було те, що випадкові люди постійно ходили через зону приземлення, крім того, літаки з технічними неполадками мали підніматися на стапеля до закінчення відпливу.
Штати Джерсі вирішили будувати аеропорт, який був відкритий 10 березня 1937 року, в ньому було чотири трав'яні злітно-посадкові смуги, найдовша з яких склала 896 м з бетонною основою. Бетонні руліжні доріжки з'явилися по час окупації у Другій світовій війні силами люфтваффе, тоді ж були побудовані ангари, один з яких функціонує досі. В 1952 році була відкрита злітно-посадкова смуга завдовжки 1280 м з тармаку, після чого трав'яні смуги були закриті. Особливістю аеропорту в 1950-х років була система управління руху — використовувалися світлофори для регулювання потоку транспортних засобів, що прямували по дорозі з Ліс-Квінвайс в аеропорт, коли літаки переїжджали до/з ангара B.E.A.

### Термінал
В 1937 році були побудовані термінал та контрольна вежа. Термінал був розширений в 1976 році. В 1997 році було відкрито новий термінал вильоту, біля існуючого терміналу. Наприкінці 2010 року була введена в дію нова башта управління повітряним рухом, а всі основні операції аеропорту були перенесені у ці нові будівлі.

## Авіалінії та напрямки

### Пасажирські
| Авіакомпанія        | Пункт призначення |
| ------------------- | --- |
| Aer Lingus Regional | Сезонний: Дублін |
| Air Europa          | Сезонний чартер: Пальма-де-Мальорка |
| Austrian Airlines   | Сезонний чартер: Відень |
| British Airways     | Лондон-Гатвік |
| easyJet             | Глазго, Ліверпуль, Лондон-Гатвік Сезонний: Белфаст, Единбург, Лондон-Саутенд, Лондон-Лутон, Ньюкасл |
| Eurowings           | Сезонний: Берлін-Тегель, Дюссельдорф |
| Flybe               | Бірмінгем, Бристоль, Кардіфф, Донкастер/Шеффілд, Східний Мідландс, Ексетер, Гернсі, Лондон-Сіті, Манчестер, Саутгемптон Сезонний: Абердин, Дарем Долина Тиса, Дюссельдорф, Единбург, Женева, Глазго, Гамберсайд, Інвернесс, Норвіч, Цюрих Сезонний чартер: Малага, Роттердам/Гаага |
| Germania            | Сезонний чартер: Тенерифе-Південний |
| Jet2.com            | Сезонний: Лідс-Бредфорд |
| Loganair            | Сезонний: Норвіч |
| Lufthansa           | Сезонний: Мюнхен |
| Sky Work Airlines   | Сезонний: Берн |

### Вантажні
| Авіакомпанія     | Пункт призначення        |
| ---------------- | ------------------------ |
| West Atlantic UK | Східний Мідландс, Гернсі |